# Sumburgh
Sumburgh és una petita població de les illes Shetland, Escòcia. Està localitzada a la punta sud de Mainland (Shetland) en el Cap Sumburgh. L'aeroport de Sumburgh està als afores del poble al nord. Sumburgh té una població d'aproximadament 100 habitants. Jarlshof està situat a l'oest de Sumburgh, adjacent a l'Hotel Sumburgh. Pertany a la parròquia de Dunrossness.